# La Massana közösség
Koordináták: é. sz. 42,567°, k. h. 1,483°42.567000°N 1.483000°E
La Massana az Andorrai Társhercegség egyik közössége. Székhelye La Massana. Ordino, Encamp, Escaldes-Engordany közösségekkel, valamint Spanyolországgal határos.

## Népessége
| Közösség:  | Lakosság 2005. január 1. |
| Falu       | Lakosság 2005. január 1. |
| La Massana | 9276                     |
| La Massana | 4618                     |
| Arinsal    | 1555                     |
| Sispony    | 964                      |
| Aldosa     | 663                      |
| Anyós      | 618                      |
| Erts       | 396                      |
| Escàs      | 236                      |
| Pal        | 226                      |